# Oeneis assimilis
Oeneis assimilis är en fjärilsart som beskrevs av Butler 1868. Oeneis assimilis ingår i släktet Oeneis och familjen praktfjärilar. Inga underarter finns listade i Catalogue of Life.